# Ódéd Fehr
Ódéd Fehr (héber betűkkel עודד פהר, izraeli angol átírással Oded Fehr) (Tel-Aviv, 1970. november 23. –) izraeli színész. Legismertebb szerepei Ardeth Bay A múmia és A múmia visszatér című filmekben, valamint Carlos Olivera A Kaptár 2. – Apokalipszis és A Kaptár 3. – Teljes pusztulás című filmjeiben.

## Életpályája
Ódéd Fehr Tel-Avivban született európai szülőktől.

### Magánélet
Felesége Rhonda Tollefson, producer. 2000. december 22-én házasodtak össze. Két gyermekük van: fiuk, Atticus aki 2003. január 4-én született, és lányuk, Finley aki három évvel később, 2006. február 26-án jött a világra. Los Angeles-ben élnek.
Egy bátyja, egy nővére és egy fiatalabb lány féltestvére van.

## Filmográfia
| Év        | Magyar cím                        | Eredeti cím                               | Szerep                    | Megjegyzés      |
| --------- | --------------------------------- | ----------------------------------------- | ------------------------- | --------------- |
| 2020      | Star Trek: Discovery              | Star Trek: Discovery                      | Admiral Charles Vance     | Tévésorozat     |
| 2007      | A Kaptár 3: Teljes pusztulás      | Resident Evil: Extinction                 | Carlos Olivera            |                 |
| 2006/07   |                                   | Sleeper Cell: American Terror             | Farik                     | Tévésorozat     |
| 2005      | Scooby-Doo és a múmia átka        | Scooby Doo in Where's My Mummy?           | Amar Ali-Akbar (szinkron) | Rajzfilm        |
| 2005      |                                   | American Dad - Stan of Arabia, Part 2     | Kazim (szinkron)          | Tévésorozat     |
| 2005      | Az álmodó                         | Dreamer: Inspired by a True Story         | Prince Sadir Abal         |                 |
| 2005      | Sleeper Cell - Terrorista csoport | Sleeper Cell                              | Farik                     | Tévésorozat     |
| 2005      | Tök alsó 2. – Európai turné       | Deuce Bigalow: European Gigolo            | Antoine Laconte           |                 |
| 2004/05   | Bűbájos boszorkák                 | Charmed                                   | Zankou                    | Tévésorozat     |
| 2004/05   | A Kaptár 2: Apokalipszis          | Resident Evil: Apocalypse                 | Carlos Olivera            |                 |
| 2004/05   |                                   | Champions of Norrath: Realms of EverQuest | - (szinkron)              | videójáték      |
| 2003–2006 | Igazság ligája                    | Justice League Unlimited                  | Dr. Fate (szinkron)       | rajzfilmsorozat |
| 2002      |                                   | Presidio Med                              | Dr. Nikolas Kokoris       | Tévésorozat     |
| 2002      | Texas Rangers                     | Texas Rangers                             | Pete Marsele              |                 |
| 2001      | Undercover - A titkos csapat      | UC: Undercover                            | Frank Donovan             | Tévésorozat     |
| 2001      | A múmia visszatér                 | The Mummy Returns                         | Ardeth Bay                |                 |
| 2000      | Kenyér és rózsa                   | Bread and Roses                           | önmaga                    |                 |
| 2000      | Az Ezeregy éjszaka meséi          | Arabian Nights                            | Második rabló             | TV minisorozat  |
| 2000      | Tök alsó                          | Deuce Bigalow: Male Gigolo                | Antoine Laconte           |                 |
| 1999      | Kleopátra                         | Cleopatra                                 | Egyiptomi kapitány        | TV film         |
| 1999      | A múmia                           | The Mummy                                 | Ardeth Bay                |                 |
| 1998      |                                   | The Knock                                 | Lukics                    | Tévésorozat     |
| 1998      |                                   | Killer Net                                | Victor                    | TV minisorozat  |

## Érdekességek
- Héberül, angolul, és egy kicsit németül is tud beszélni.
- Zsidó vallású.
- Van egy szellemet ábrázoló tetoválása a hátán.